# 南書房
南書房（穆麟德轉寫：julergi bithei boo），設於康熙十六年（1677年）十一月，後於光緒二十四年（1898年）撤銷，是清代皇帝文學侍從、應召侍讀之處。

## 歷史
康熙帝為了與翰林研討學問，下旨在乾清宮西南角特闢房舍，因座落於紫禁城內月華門之南，故名為南書房。初命侍講學士張英和內閣學士銜高士奇入值，此為選翰林文人入值南書房之始。翰林官員“擇詞臣才品兼優者”入值，稱之“南書房行走”。康熙帝为了加强中央集权，选调一些翰林等官到南书房值班，人数不固定，他们陪皇帝作诗写字以外，也秉承皇帝的意旨拟写谕旨、发布命令，成为以皇帝为中心的真正的决策机构。康熙帝对轮直南书房的官员非常重视，不但亲自出题目考试，还当面询问家世、籍贯和科甲等情况，以及讨论学术问题，增加對他們的直观印象。轮直官员的待遇和入直南书房行走基本一样，要求每日辰入酉出，并且在南书房赐饭二次，偶尔还能得赐御书墨迹或御书石刻。南书房行走的身份特殊，故此成为窥视皇储宝座的皇子拉拢的重要对象。
雍正朝起設“軍機處”，立軍機大臣等專職，南書房雖仍為翰林入值之所，但已不參預政務。清代士人則以入值南書房為榮。清代不少著名文人學者入值過南書房，如：熊賜履、葉方靄、張玉書、孫在豐、徐乾学、陳廷敬、王士禎、查慎行、朱彝尊、方苞、牛鉴、沈荃、何焯、戴梓、黄钺等。1923年，王國維（1877年—1927年）曾應召為“末代皇帝”溥儀的南書房行走。